# Club Social y Deportivo Cobán Imperial
El Club Social y Deportivo Cobán Imperial és un club guatemalenc de futbol de la ciutat de Cobán.

## Història
El Cobán Imperial es va fundar l'any 1924. Es proclamà campió nacional l'any 2004, quan derrotà el CSD Municipal al torneig de clausura. El club va perdre la categoria en perdre el Deportivo Zacapa el 2006.

## Palmarès
- Lliga guatemalenca de futbol: 1[1]
  - 2004 Clausura